# Joel Surnow
Joel Surnow (Michigan, 18 dicembre 1955) è uno sceneggiatore e produttore cinematografico statunitense.
È conosciuto come creatore delle serie tv Nikita e 24.  Surnow è inoltre produttore di The 1/2 hour new hour in Fox News Channel.

## Biografia
Joel Surnow è nato da genitori ebrei in Michigan dove ha vissuto fino all'età di 10 anni. Il padre era un venditore ambulante di moquette ad Odessa in Ucraina e la madre una venditrice al dettaglio di abbigliamento in Lituania. Nel 1965, Surnow, si trasferì con la famiglia a Los Angeles.

Surnow si è laureato alla Beverly Hills High nel 1972, ha poi frequentato per un anno e mezzo la UC Berkeley prima di iscriversi alla UCLA School of Theater Film and Television nel 1975.  Subito dopo la sua laurea ha iniziato a scrivere per i film ma in seguito si è poi diretto sulle serie tv.  Il suo primo grande successo come scrittore fu nel 1984 per la serie tv Miami Vice. Alla fine dell'anno Universal Studios che acquistò la serie tv, affidò a Surnow la scrittura della propria serie tv Un giustiziere a New York.

Joel Surnow ha cinque figlie; due nate dal precedente matrimonio e tre nate dall'attuale moglie.

## Carriera
Joel Surnow inizia la sua carriera scrivendo per la famosa serie tv degli anni ottanta Miami Vice ed in seguito per la serie tv Un giustiziere a New York, della quale fu anche il produttore esecutivo.  Scrisse in seguito per numerose altre serie tv come Un filo nel passato e Wiseguy, ma è noto ancor più per la creazione della serie tv Nikita 1997-2001 assieme al consulente esecutivo Robert Cochran.

Recentemente ha avuto un grande successo nella creazione e produzione esecutiva, in collaborazione ancora con Robert Cochran, della serie tv 24 per la quale entrambi gli scrittori, Surnow e Cochran, sia nel 2002 che nel 2006, hanno vinto l'Emmy Awards ed è inoltre il produttore esecutivo del film tv del 2007 The Madness of Jane affiancato sempre da Robert Cochran.

## Scritto
- 24, serie tv 2001-2007 (78 episodi).
- The 1/2 hour new hour, serie tv 2007 (2 episodi).
- The Call, serie tv 2007 (1 episodio).
- Wiseguy, film tv 1996.
- Un filo nel passato, serie tv 1995-1996 (5 episodi).
- Pointman, serie tv 1995 (vari episodi).
- Ring of the Musketeers, film tv 1992.
- Covington Cross, serie tv 1992 (vari episodi).
- Bill & Ted's excellent adventures, serie tv 1992 (vari episodi).
- The Commish, serie tv 1991-1995 (vari episodi).
- Falcon Crest, serie tv 1981-1990 (vari episodi).
- Un giustiziere a New York, serie tv 1985-1989 (1 episodio).
- Miami Vice, serie tv 1984-1985 (7 episodi).
- Legmen, serie tv 1984 (vari episodi).
- Bay City Blues, serie tv 1983 (1 episodio).
- St.Elsewhere, serie tv 1982-1988 (vari episodi).

## Prodotto
- The Madness of Jane, film tv 2007.
- The 1/2 hour new hour, serie tv 2007.
- 24, serie tv 2001-2007
- Red Eye, serie tv 2007.
- The Call, serie tv 2007.
- Company Man, film tv 2007.
- Un filo nel passato, serie tv 1995-1996.
- Wiseguy, film tv 1996.
- Ring of the Musketeers, film tv 1992.
- Covington Cross, serie tv 1992.
- The Commish, serie tv 1991-1995.
- Un giustiziere a New York, serie tv 1985-1989
- The Kennedys, miniserie tv 2011

## Creato
- 24: The Game, videogioco 2006.
- 24: Access all areas, documentario tv 2003.
- 24: The Postmortem, documentario tv 2002.
- 24 Heaven, documentario tv 2002.
- Special Unit 2, serie tv 2001-2002.
- Nikita, serie tv 1997-2001

## Diretto
- Nikita, serie tv 1997-2001 (3 episodi: Before I Sleep 1999, Line in the sand 2000 e All the world's a stage 2001).

## Premi e Nomination

### Emmy Awards
- 2006 e 2002 - Vinto come miglior produttore esecutivo: serie tv 24.
- 2005, 2004, 2003 e 2002 - Nominato come miglior produttore esecutivo: serie tv 24.

### Writers Guild of America, USA
- 2007 - Nominato all'Award (tv): serie tv 24.

### Monte-Carlo TV Festival
- 2006 - Vinto il Golden Nymph: serie tv 24.

### PGA Golden Laurel Awards
- 2003 - Vinto il Television Producer of the Year Award in Episodic: serie tv 24.
- 2007, 2006 e 2004 - Nominato per il Television Producer of the Year Award in Episodic: serie tv 24.

## Curiosità
Joel Surnow è un sostenitore del Partito Repubblicano ed ha elargito delle donazioni per la campagna di Rick Santorum.  Surnow ha espresso chiaramente la sua ammirazione particolare per l'ex-presidente Ronald Reagan.  Surnow descrive comunque se stesso come una persona "isolata", che non ha fiducia nella nazionalità.